# Mozgalom a Változásért
Mozgalom a Változásért (görögül: Κίνημα Αλλαγής, Kiníma Allajísz, rövidítése: KINAL) egy görögországi balközép pártszövetség, amelyet 2018 márciusában alapítottak meg. A mozgalom célja a balközép erők közös politikai képviselete.

## Története
A párt szövetség 2018 márciusában alapult meg a Pánhellén Szocialista Mozgalom (PASOK), a Demokratikus Baloldal (Dimokrátiki Ariszterá, DIMAR), Folyam (To Potami) és a Demokratikus Szocialisták Mozgalma (Kínima Dimokrátosz Szozjálisztón , KIDISO) pártok egyesülésével. Ezzel egy balközép, demokratikus szocialista, szociáldemokrata, centrista, szociálliberális erőkből álló szövetség jött létre.